# Euscarthmus
Euscarthmus är ett litet fågelsläkte i familjen tyranner inom ordningen tättingar. Släktet omfattar endast tre arter med utbredning från nordöstra Colombia till norra Argentina:
- Rostpannad dvärgtyrann (E. fulviceps)
- Rostkronad dvärgtyrann (E. meloryphus)
- Rostsidig dvärgtyrann (E. rufomarginatus)